# Christian Mengis
Christian Mengis (c.1745–c.1766) est un compositeur et joueur de cor classique allemand de la fin du baroque. 

## Biographie
Mengis naît à Treffurt, en Thuringe,. Son année de naissance est inconnue.
Le 1er mars 1745, il devient Kammermusikus et joueur de cor dans l'orchestre d'opéra à la cour de Frédéric le Grand à Berlin avec un salaire de 156 thaler. De 1762 à 1766, il est directeur d'une nouvelle série de concerts dans laquelle de grandes œuvres vocales sont jouées au Justinschen Garten, Korsicaischen Haus et dans les hôtels,. Il se produit notamment avec Johann Ignace Horžiczký, un autre corniste de la cour.

## Œuvre
- Concerto pour violon, cordes et basse continue en do majeur(RISM 469285100)
- Concerto pour flûte, cordes et basse continue en sol majeur[5],(RISM 452000053)
- Concerto pour flûte, cordes et basse continue en ré mineur(RISM 453501073)
- Concerto pour basson, cordes et basse continue en ré mineur (perdu)[6]
- Concerto pour basson, 2 hautbois et basse continue en si bémol majeur (perdu)[6]